# پاراکوئیس د لا ریبرا
پاراکوئیس د لا ریبرا (به اسپانیایی: Paracuellos de la Ribera) یک دهستان در اسپانیا است که در استان ساراگوسا واقع شده‌است. پاراکوئیس د لا ریبرا ۱۴ کیلومتر مربع مساحت و ۲۳۴ نفر جمعیت دارد.